# Dead Rising: Endgame
Dead Rising: Endgame ist ein US-amerikanischer Horrorfilm des Regisseurs Pat Williams aus dem Jahr 2016 und die Fortsetzung von Dead Rising: Watchtower. Am 20. Juni 2016 wurde er auf Crackle veröffentlicht.

## Handlung
Nachdem der investigative Reporter Chase Carter den Zombiehorden von East Mission City entkommen ist, setzt er alles daran die Regierung, die für die Zombie-Epidemie verantwortlich ist, zu enttarnen und die Verschwörung öffentlich zu machen. Hierzu muss er jedoch in die abgeriegelte und zombieüberflutete Quarantänezone zurückkehren. In der Quarantänezone bekommt er es jedoch nicht nur mit den Untoten zu tun, sondern trifft noch auf General Lyons, der die Beteiligung der Regierung an der Seuche mit allen Mitteln vertuschen will. Mit seinen Verbündeten muss sich Chase Carter erneut gegen Zombiemengen beweisen, um die Wahrheit ans Licht zu bringen.

## Produktion
Die Fortsetzung zu Dead Rising: Watchtower wurde im Frühjahr 2016 auf Crackle angekündigt. Neu in der Besetzung sind Billy Zane als Rand, Marie Avgeropoulos als Sandra Lowe, Ian Tracey als George Hancock, Jessica Harmon als Jill, Victor Webster als Chuck Greene und Camille Sullivan als Susan Ingot.

## Kritik
„[…] Brutaler Splatterfilm mit hohem Gore-Faktor.“

IGN vergab eine Punktzahl von 6,7 von 10 und berichtet: „Endgame weicht weiter von der Vorlage ab als sein Vorgänger, aber die Qualität ist besser.“

## Auszeichnungen
- Leo Award: Auszeichnung in der Kategorie Beste Make-up in ein Fernsehfilm
- Leo Award: Auszeichnung in der Kategorie Beste Bildbearbeitung in einem Fernsehfilm
- Leo Award: Nominierung in der Kategorie Bester Fernsehfilm
- Leo Award: Nominierung in der Kategorie Beste Regisseur in ein Fernsehfilm[9]